# باري كيمب (عالم مصريات)
باري جون كيمب (بالإنجليزية: Barry John Kemp)‏ (14 مايو 1940 - مايو 2024)، هو عالم آثار ومصريات إنجليزي. وهو أستاذ فخري في علم المصريات بجامعة كامبريدج ويدير الحفريات في العمارنة في مصر. كتابه الشهير "مصر القديمة: تشريح حضارة" هو نص أساسي في علم المصريات والعديد من دورات التاريخ القديم.

## النشأة والتعليم
ولد كيمب في 14 مايو 1940. درس علم المصريات في جامعة ليفربول وتخرج منها بدرجة البكالوريوس في الآداب عام 1962.

## الأوسمة
تم انتخاب كيمب زميلاً في الأكاديمية البريطانية في عام 1992. حصل على رتبة الإمبراطورية البريطانية في العام 2011 مع مرتبة الشرف لخدماته في علم الآثار والتعليم والعلاقات الدولية في مصر.